# Thomasville (Alabama)
Thomasville is een plaats (city) in de Amerikaanse staat Alabama, en valt bestuurlijk gezien onder Clarke County.

## Demografie
Bij de volkstelling in 2000 werd het aantal inwoners vastgesteld op 4649.
In 2006 is het aantal inwoners door het United States Census Bureau geschat op 4569, een daling van 80 (-1,7%).

## Geografie
Volgens het United States Census Bureau beslaat de plaats een oppervlakte van
22,7 km², geheel bestaande uit land. Thomasville ligt op ongeveer 65 m boven zeeniveau.

## Plaatsen in de nabije omgeving
De onderstaande figuur toont de plaatsen in een straal van 40 km rond Thomasville.